# آی‌ای‌آی آراوا
آی‌ای‌آی آراوا (به انگلیسی: IAI Arava) یک هواگرد ساختِ کارخانهٔ صنایع هوافضای اسرائیل در کشور اسرائیل است که در سال ۱۹۷۲–۱۹۸۸ ساخته شد. نخستین استفاده‌کنندهٔ این هواگرد نیروی هوایی اسرائیل بوده‌است. این هواگرد برای نخستین بار در ۲۷ نوامبر ۱۹۶۹ میلادی مورد استفاده قرار گرفت.